# Memorandums taken on a journey from Paris into the southern parts of France and Northern Italy, in the year 1787
Memorandums taken on a journey from Paris into the southern parts of France and Northern Italy, in the year 1787 ("Memorandos tirados em uma viagem de Paris para o sul da França e norte da Itália, no ano de 1787"), ou Memorandos, é um texto de Thomas Jefferson, escrito durante uma viagem iniciada em 28 de fevereiro de 1787 da França para a Itália.
Jefferson produziu o trabalho como guia para dois jovens amigos americanos, Thomas Lee Shippen e John Rutledge, após uma turnê de vinhos pela Europa. Consiste em grande parte em uma extensa discussão sobre o vinho cultivado em todo o sul da França e norte da Itália. Jefferson extraiu o material de seus diários gerais de viagem.